# Ferdinand de Portugal (1846-1861)
Pour les articles homonymes, voir Ferdinand de Portugal.
Ferdinand de Portugal (en portugais Fernando Maria Luís Miguel Rafael Gabriel Gonzaga Francisco de Assis António Apollinário de Saxe-Coburgo-Gotha e Bragança), infant de Portugal, prince de Saxe-Cobourg-Gotha, duc de Saxe est le quatrième fils de la reine Marie II de Portugal et de son époux le roi jure uxoris Ferdinand II. Il est né le 23 juillet 1846 à Lisbonne, et mort le 6 novembre 1861 à Lisbonne .

## Biographie

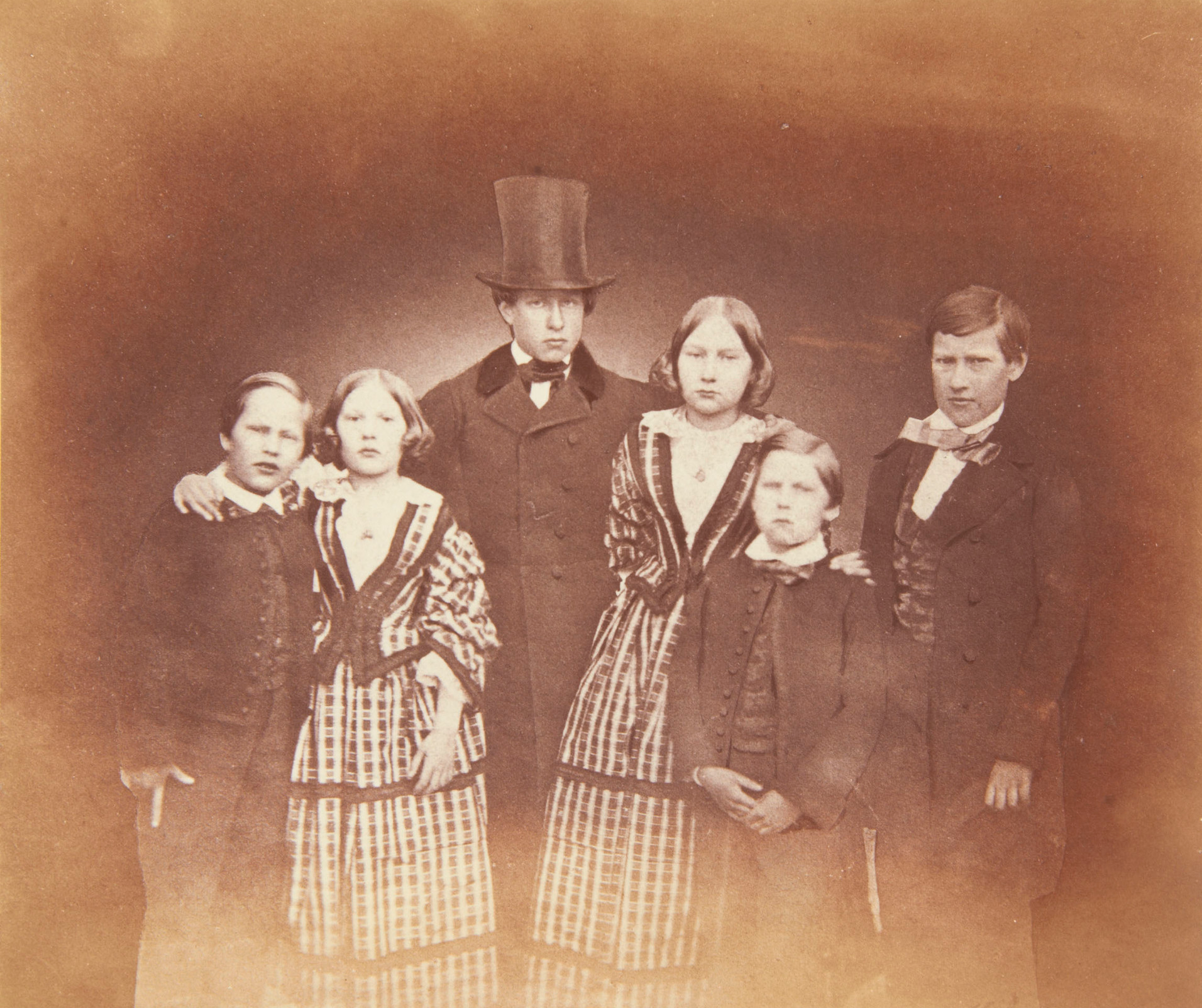
La famille royale portugaise en 1854 : Fernando, Antonia, Luiz, Marie-Anne, Augusto et Joao

La famille royale portugaise en 1861 - Ferdinand est assis à l'extrême droite

Jean de Portugal naît au sein d'une fratrie de onze enfants, dont quatre meurent le jour de leur naissance. Ses deux sœurs survivantes sont Marie-Anne et Antonia. Il a également quatre frères : Pierre (lequel deviendra roi de Portugal en 1853 avant de mourir en 1861), Louis lequel lui succédera en 1861, Jean lequel meurt aussi à l'adolescence en 1861 (la même année que leur frère aîné) et Auguste (1847-1889).
Ferdinand reçoit une éducation militaire : il est lieutenant du 5è bataillon de chasseurs. Ferdinand meurt du choléra le 6 novembre 1861 cinq jours avant le roi Pedro qui mourra de fièvre typhoïde et du choléra.
L'infant Ferdinand est inhumé dans le Panthéon royal des Bragance au monastère de Saint-Vincent de Fora à Lisbonne.
Le 27 décembre 1861 c'est l'infant Jean, un autre frère de Ferdinand, qui meurt de la même maladie que ses deux frères aînés. Ces morts successives, majorées par la maladie du roi Luiz, incitent à la rédaction d'un projet de loi transmis aux cortès stipulant que les princesses sont aptes à succéder au trône et que Ferdinand II serait nommé régent au cas où le roi Luiz mourrait lui aussi.

## Honneurs

### Décorations
L'infant Ferdinand est :
- Grand-croix de l'Ordre militaire du Christ.
- Grand-croix de l'Ordre de l'Immaculée Conception de Vila Viçosa.